# Evandro Vieira Souza
Evandro Vieira Souza, conosciuto semplicemente come Evandro (San Paolo, 10 novembre 1981), è un giocatore di calcio a 5 brasiliano naturalizzato portoghese.

## Carriera
Dopo gli esordi nel campionato paulista, dove gioca con Wimpro, São José, Juventus, Nacional e Suzano, nel gennaio del 2004 si trasferisce allo Sporting Lisbona. In Portogallo vive le stagioni migliori della sua carriera, vincendo tre titoli nazionali, due Coppe e altrettante Supercoppe. In seguito gioca anche nei campionati di Repubblica Ceca, Lettonia e Italia. Dopo la naturalizzazione, ha esordito nella nazionale portoghese con la quale ha partecipato al campionato europeo 2010. Nel 2020 si trasferisce a Malta ma dopo appena una stagione ritorna in Italia, accordandosi con la Mirafin militante in Serie B. Ancora oggi ne fa parte e ne è capitano.

## Palmarès
- Campionato portoghese: 3

Sporting Lisbona: 2003-04, 2005-06, 2009-10
- Coppa del Portogallo: 1

Sporting Lisbona: 2005-06, 2007-08
- Supercoppa portoghese: 2

Sporting Lisbona: 2005, 2007